# Rômulo Carbone

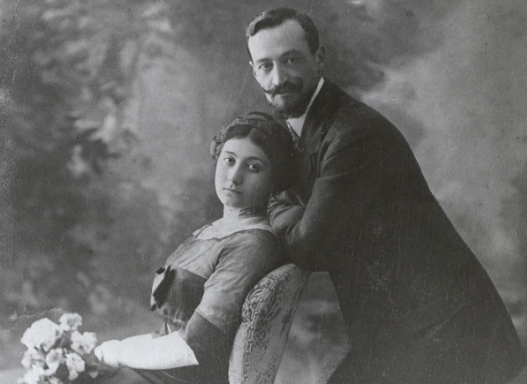
Lucia Bonotti e Rômulo Carbone

Romolo Giovanni Maria Carbone, mais conhecido no Brasil como Rômulo Carbone (Itália, 19 de novembro de 1879 — Porto Alegre, 2 de dezembro de 1961) foi um médico ítalo-brasileiro.
De sua juventude pouco se sabe. Na publicidade que faria mais tarde alegava ser graduado cum laude na Universidade de Módena, aperfeiçoando-se em Turim com o cirurgião M. Anglesio, onde teria permanecido até 1904. Em seguida teria sido nomeado assistente do médico I. Lussana em Bérgamo, e depois de seis meses passou a auxiliar o professor Frantino, assim ficando por três anos. Uma carta de recomendação que lhe deu Frantino o qualificava como apto para dirigir qualquer estabelecimento de saúde. Em 1907 foi indicado primeiro cirurgião do hospital de Lovere e Pisone. Seu sucesso lhe teria valido em 1910 a confirmação no cargo em caráter vitalício, mas preferiu renunciar em 1912, viajando para Buenos Aires, onde de janeiro a junho de 1913 trabalhou sob a direção de L. Lenzi no Hospital Italiano.
Em seguida dirigiu-se a Porto Alegre e ainda em 1913 passou para a antiga colônia italiana de Caxias do Sul, começando a trabalhar na Farmácia Peretti como cirurgião, logo ganhando respeito. A partir de outubro do mesmo ano já aparecia na imprensa elogiado como "valoroso cirurgião", dono de uma "perícia inconteste", realizando "delicadíssimas" operações. Em 1920 assumiu a direção do Hospital Pompeia, mantido pelas Damas de Caridade, uma associação filantrópica. No ano seguinte elas o homenagearam instalando um retrato no Salão de Honra. Na ocasião diversas autoridades fizeram discursos enaltecendo suas virtudes.
Em 1926, depois de passar vinte meses na Itália, voltou a Caxias, sendo recebido com uma festa apoteótica. Na estação ferroviária o esperavam duas bandas de música e centenas de admiradores, incluindo o intendente interino e o vigário da Matriz, cujo entusiasmo, segundo a imprensa da época, chegava às raias do delírio. Depois de muitos cumprimentos e discursos, o ilustre médico foi conduzido em cortejo solene até o hotel onde haveria de ficar, e por onde passava recebia salvas de vivas e chuvas de flores. Chegando ao hotel, recebeu cumprimentos de mais uma longa fila de amigos, e a comemoração encerrou com discursos proferidos da janela para a multidão reunida na praça, que aplaudia freneticamente. No seu aniversário em novembro do mesmo ano recebeu novas homenagens, sendo levado em cortejo solene até a sede da Sociedade Príncipe de Nápoles, da qual era membro, onde foi recebido com uma ovação, chuva de flores e um grande banquete com baile. Nesta época abriu uma clínica no piso superior da antiga casa de Vicente Rovea, que passou a se chamar Casa de Saúde ou Hospital Carbone, residindo no térreo. Carbone dirigiu o estabelecimento até 1931, quando foi reorganizado como Hospital Santo Antônio, continuando ali por mais alguns anos como médico assistente. Teve um grande colaborador no médico Henrique Fracasso.

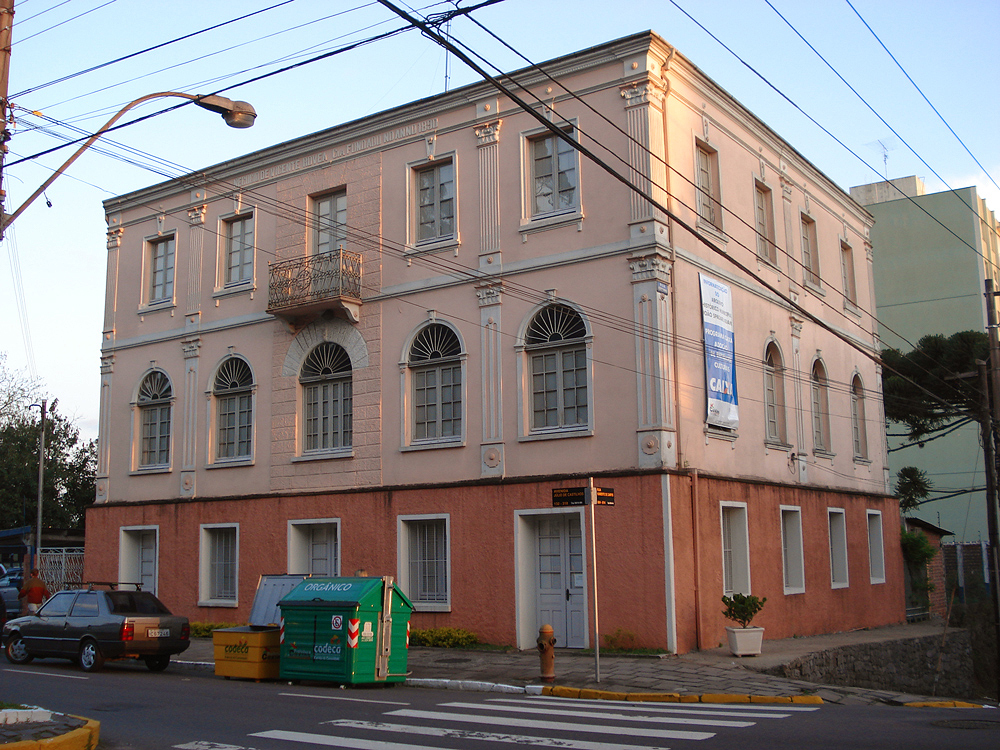
Arquivo Histórico Municipal, antigo Hospital Carbone

Reconhecido como um excelente profissional, "ilustre facultativo", "dedicado apóstolo da ciência", "distinto e humanitário clínico", "médico, cirurgião e parteiro de incontestável valor, aliando a isso uma bondade infinita de coração", era "digno efetivamente dos maiores encômios". Costumava reservar uma hora do seu dia para atender os pobres gratuitamente e atendia gratuitamente as internas do Orfanato Santa Teresinha, sendo instalado um retrato do médico no Salão de Honra. Muito procurado pela elite, estava sempre de prontidão para atendimentos a domicílio, e a imprensa da época está cheia de agradecimentos de doentes que ele curou. Mesmo quando os pacientes iam ao óbito, as famílias reconheciam seu empenho "incansável", "nunca poupando esforços". Ganhou a estima geral, recebeu várias outras homenagens públicas, seus aniversários eram invariavelmente muito festejados, e foi um ativo membro da comunidade em outras esferas.
Em 1916 foi membro da comissão de recepção de visitantes nas solenidades da posse do intendente e do Conselho, e na recepção ao cônsul da Itália em Porto Alegre representou o Comitato Dante Alighieri, do qual era presidente, entidade dedicada a fomentar a cultura italiana e um senso de união coletiva. Foi membro da diretoria da Sociedade Príncipe de Nápoles e do Clube Juvenil; um dos fundadores de uma aula para menores carentes e de um curso gratuito de comércio no Clube Juvenil; um dos fundadores e primeiro vice-presidente da Liga Pró-Pátria e Aliados e vice-presidente da Comissão Auxiliadora dos Belgas, associações filantrópicas ativas durante a I Guerra Mundial para dar ajuda aos soldados; membro da comissão das festividades comemorativas do sexto centenário de Dante Alighieri em 1921, membro da Liga de Defesa Nacional, e participou do movimento fascista local, ideologia que teve grande penetração na região colonial italiana no início do século XX, sob a liderança de Mussolini, que ambicionava unir todos os italianos dispersos pelo mundo em uma comunidade internacional, defendendo princípios de ordem, raça, trabalho, disciplina e hierarquia para a criação de um novo homem, moderado, saudável e útil à sociedade.
Em 1920 foi nomeado agente consular da Itália em Caxias, em 1921 era agente consular no estado e em 1933 recebeu do rei da Itália o título de cavaleiro da Coroa, quando a imprensa o louvou como "um homem que tem sido em Caxias um símbolo de bondade e de amor à sua pátria distante", e "um pai e um apoio sem restrições" para todos, pobres e ricos, que o procuravam em busca de auxílio e orientação. Era dono de apreciada oratória e foi muitas vezes convidado a fazer discursos em solenidades oficiais, como na recepção à embaixada italiana em 1918, quando também atuou como representante da Intendência, na grande passeata que comemorou a capitulação dos inimigos do Brasil na I Guerra, no mesmo ano, nas comemorações do Centenário da Independência em 1922, na abertura da Festa da Uva de 1934, e em 1938 falou como representante do povo de Caxias na recepção ao interventor federal no estado, o coronel Osvaldo Cordeiro de Farias. Foi orador oficial da Sociedade Príncipe de Nápoles. Também foi ator amador e manteve atividades esportivas, sendo diretor de campo do Esporte Clube Juvenil e delegado do clube junto à Associação Caxiense de Amadores de Desportos.
Em 5 de setembro de 1937 anunciou sua mudança para Porto Alegre. A despedida foi marcada com uma grande festa no Cine-Teatro Central, com a presença do prefeito, muitas autoridades e a elite local, mas em maio de 1938 estava de volta, abrindo um consultório nos altos da casa de Virgílio Ramos e colaborando novamente no Hospital Santo Antônio e no Hospital Pompeia. A família mudou-se várias vezes de residência, uma delas foi um palacete histórico que depois pertenceu à família Ungaretti/Triches e ainda sobrevive. Em maio de 1945 instalou-se definitivamente em Porto Alegre, onde faleceu. Foi casado com Lucia Bonotti, lembrada como uma mulher à frente de seu tempo, com quem teve um filho, Francisco Pedro, alcunhado Ferruccio, formado em Direito, piloto civil e instrutor do Aero Clube de Porto Alegre.
Em pesquisa de opinião desenvolvida em 1999 junto a 100 líderes comunitários de diferentes áreas por acadêmicos do Curso de Jornalismo da Universidade de Caxias do Sul, foi eleito uma das 30 Personalidades de Caxias do Sul do Século XX. Hoje Rômulo Carbone é nome de uma rua em Caxias. Rodrigo Lopes dedicou-lhe recentemente vários artigos em sua coluna "Memória" do jornal Pioneiro, e a lembrança do seu hospital permanece viva na comunidade. Embora o prédio tenha sido tombado pelo Patrimônio Histórico do Estado desde 1986 e passado a abrigar o Arquivo Histórico Municipal, muitas pessoas ainda se referem a ele como "o antigo Hospital Carbone".